# Periodo Meiji

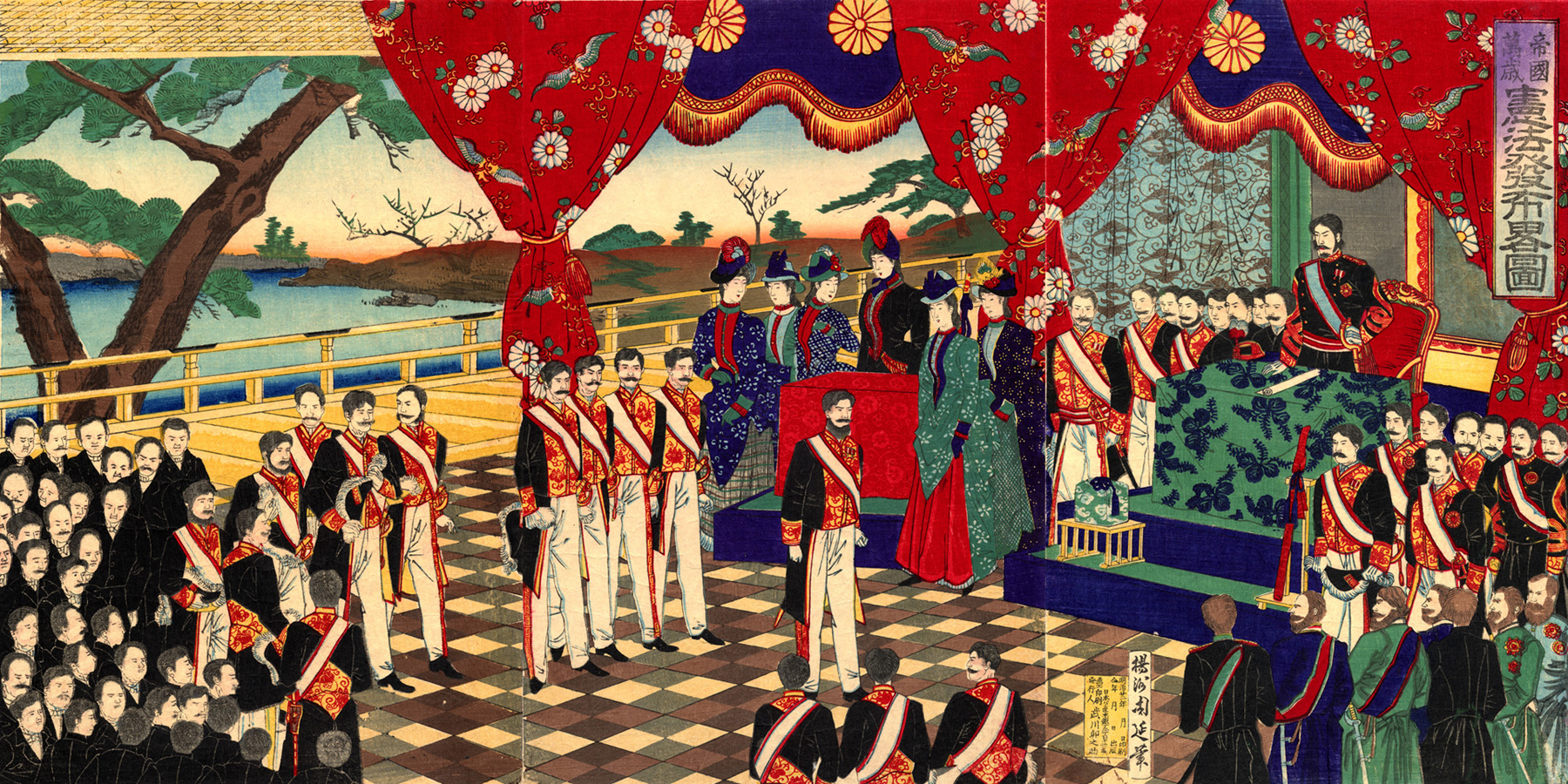
Promulgazione della Costituzione Meiji, xilografia in stile ukiyo-e di Yōshū Chikanobu, 1889

Il periodo Meiji o era Meiji (明治時代?, Meiji jidai, "periodo del regno illuminato") è un momento storico del Giappone che comprende i 44 anni di regno dell'Imperatore Mutsuhito. Questo periodo va dal 23 ottobre 1868 al 30 luglio 1912.
Quando decadde l'ultimo shogunato di Tokugawa Yoshinobu incominciò l'era dell'imperatore Meiji (primo imperatore dotato di potere politico). Egli incominciò a modificare la struttura politica, sociale ed economica del Giappone, basandosi sul modello occidentale.
Fu preceduta dall'era Keiō e fu succeduta nel 1912, dopo la morte dell'Imperatore Mutsuhito, con l'ascesa al trono dell'Imperatore Taishō che diede inizio al periodo Taishō.

## Il contesto
Prima del periodo Meiji, il Giappone era vissuto per oltre due secoli e mezzo sotto lo shogunato dei Tokugawa, che si era costituito a seguito della battaglia di Sekigahara (1600) e che governò gran parte del territorio della zona centrale del Giappone, con capitale Edo (successivamente ribattezzata Tokyo). Il dominio dello shōgun si estendeva anche su Osaka centro principale della classe dei mercanti, e Kyoto, capitale imperiale, con residenza dell'imperatore scevro di poteri. Il territorio rimanente era governato dai signori feudali (daimyō), i quali esercitavano un alto livello di autonomia nei propri feudi (han).
I daimyō che si erano schierati sin dall'inizio con lo shogunato dei Tokugawa erano chiamati fudai daimyō ed erano in tutto 176, quelli che si sottomisero soltanto dopo la battaglia di Sekigahara erano chiamati tozama (tra i più importanti c'erano quelli di Satsuma, Chōshū, Tosa e Hizen) ed erano in tutto 86. Per rafforzare il loro potere sul paese, i Tokugawa idearono un congegno con due elementi risolutivi: il sistema istituzionale degli ostaggi, dove i daimyō erano costretti a lasciare le mogli e i figli a Edo, mentre essi dovevano frequentare la corte dello shōgun dirigendosi ad anni alterni nella capitale (sistema del sankin kōtai); e l'isolamento totale del Giappone dal mondo esterno.
Nel 1638 lo shōgunato attuò una politica di isolamento, che ridusse le attività commerciali straniere in Giappone, e impedì ai feudi ostili ai Tokugawa di armarsi in modo da non poter minacciare lo shōgunato ostacolando lo sviluppo della nascente borghesia. Con il sistema del sankin kōtai, lo shōgunato creò un meccanismo di controlli interni, che costringeva i daimyō all'obbedienza, e affermava il controllo dei Tokugawa sulle cariche politiche e la politica economica; inoltre il sankin kōtai obbligava l'aristocrazia a indebitarsi nei confronti della borghesia, spronando lo sviluppo di un'economia monetaria e rafforzando la borghesia come classe.
In Giappone lo shōgunato veniva chiamato anche Bakufu e quello Tokugawa fu istituito nel 1603 come sede di potere separata, nella quale l'imperatore e la sua corte erano privi di ogni potere effettivo. Lo shogunato si appoggiava su un efficiente sistema di controlli e di equilibri:
- l'unione tra le famiglie daimyō doveva essere prima confermata dal Bakufu;
- la costruzione di castelli o fossati poteva avvenire solo dopo il permesso dello shogunato, ed eventuali riparazioni potevano essere apportate con l'invio di relativi progetti a Edo;
- l'imperatore era tenuto sotto stretta sorveglianza, e la sua attività era limitata dai regolamenti del Bakufu;
- i daimyō erano obbligati a degli oneri finanziari per mantenere vuote le loro casse;
- il commercio estero e gli stranieri vennero esclusi dal Giappone, tranne per una stazione a Deshima (Nagasaki) nella quale vennero concessi agli Olandesi e ai Cinesi diritti commerciali limitati.

L'efficiente sistema del Bakufu venne destabilizzato dai Kuge, una classe feudale dell'aristocrazia della corte imperiale, che durante il dominio Tokugawa viveva nella miseria e nell'impotenza. Per ribellarsi al sistema, i Kuge (tra cui Iwakura, Sanjo, Tokudaiji) si allearono con elementi anti-Bakufu, in particolare con il clan Chōshū, organizzando il primo movimento politico contro lo shōgunato (Kōbu gattai).
L'indebolimento del Bakufu venne causato anche da frequenti calamità naturali, come terremoti, alluvioni e incendi, a cui seguirono anni di carestia che ridussero l'attività agricola e diedero luogo a rivolte contadine. L'incompetenza del Bakufu era palese, ma a incentivare maggiormente la sua decadenza furono le continue minacce di invasione dall'esterno, che esposero il territorio giapponese a una conquista straniera.

## La struttura gerarchica
Gli shōgun Tokugawa, per svolgere soddisfacentemente il loro sistema di controllo, formalizzarono maggiormente i rapporti di classe esistenti nel paese. In cima alla struttura si trovavano l'imperatore (sovrano) e lo shōgun (governante) - gli shōgun sostenevano di governare per delega dell'imperatore, ma in realtà approfittavano dell'autorità spirituale dell'imperatore, che, in quel periodo, era privo di ogni potere-; mentre a un livello inferiore erano collocati i grandi signori (daimyō). Il restante della popolazione era organizzata nella struttura 士農工商 shi-nō-kō-shō che comprendeva quattro grandi classi:
- i samurai (o uomini d'arme);
- gli agricoltori (o contadini);
- gli artigiani (o manifatturieri);
- i mercanti;

Al di sotto della struttura shi-nō-kō-shō vi era la gente considerata a un livello “subumano” come gli Hanin (ovvero i “non- essere umani”) e gli “eclusi”, situati più in basso degli Hanin.

### I samurai
Oltre la categoria dei signori feudali (daimyō), l'aristocrazia comprendeva anche i samurai (o uomini d'arme) che erano sotto la sudditanza militare di un daimyō. I samurai per mantenersi ricevevano un compenso annuale in riso, donato dal signore in cambio del servigio ottenuto.
I signori feudali erano i possessori di grandi quantità terriere (particolarmente di risaie) dalle quali ricavavano un abbondante reddito e, inoltre, per amministrare il proprio han (feudo), il daimyō (signore feudale) agiva da una città fortificata dove abitava con i suoi samurai.
Il rapporto tra classe feudale e terra determinò una commercializzazione dell'economia, ma a questo potere economico i samurai non presero parte. In questa situazione, l'aristocrazia giapponese diventò un apparato burocratico, dove i samurai si posizionarono come classe dominante e come leader culturali della società, sfruttando il lavoro degli altri. Con i privilegi politici, giuridici ed economici ricevuti dallo shogunato dei Tokugawa, i samurai, dunque, si consideravano un gruppo sociale diverso dalle classi inferiori.

### I contadini
Più di tre quarti della popolazione giapponese era formata da contadini con un livello di vita molto basso e un potere politico inesistente.
L'attività agricola rappresentava il fondamento economico dei daimiati e dello shogunato che utilizzava come prodotto agricolo fondamentale il riso, sottratto ai contadini sotto forma di rendita (affitto) o di imposte.
I contadini erano soggetti a varie tassazioni dalla politica agraria dei Tokugawa, in cui i politici avevano considerazione per l'agricoltura ma non per gli agricoltori. Per far fronte a queste imposizioni il contadino si rivolgeva all'usuraio offrendo la propria terra come garanzia, ma se non riusciva a soddisfare le condizioni poste dall'usuraio (contadino ricco di una vecchia famiglia che aveva accumulato molte terre), il contadino cedeva il possesso della terra e l'usuraio ne diventava legalmente il coltivatore.
Tra gli aggravi posti ai contadini troviamo quelli elencati dal consigliere Tokugawa, Matsudaira Sadanobu: «Vi sono innumerevoli altre tasse, come una tassa sui campi, una sulle porte, una sulle finestre, una tassa sui bambini di sesso femminile a seconda dell'età, sulla stoffa, sul saké, sugli alberi di nocciolo, sui fagioli, sulla canapa…se il contadino aggiungeva una stanza alla sua capanna anche per questo veniva tassato. Nominalmente la tassa è un koku di riso e un katori di seta, ma di fatto con la corruzione e l'estorsione essa aumenta di tre volte. Durante il periodo del raccolto, degli ufficiali compiono giri di ispezione e alloggiano tra gli abitanti del posto. Se l'ospitalità è povera essi aumentano le esazioni o impongono del lavoro coatto alla famiglia. Le tasse vengono raccolte con alcuni anni di anticipo e le altre di esazione e di tirannia non si contano».
A causa delle tassazioni e di uno stile di vita misero, i contadini si opposero alle esazioni fiscali con una resistenza passiva, che comportò la fuga verso le città, e una resistenza attiva, che avviò l'inizio delle rivolte minacciando le forze del regime feudale.

### Gli artigiani
La classe artigiana, nonostante la posizione bassa nella scala sociale, svolgeva uno stile di vita produttivo ed efficiente. Gli artigiani non possedevano alcun potere politico, ma le loro attività erano essenziali per lo sviluppo del commercio interno.

### I mercanti
I chōnin (borghesi o classe mercantile), collocati per ultimi nella gerarchia sociale, erano considerati una classe improduttiva, che avrebbe utilizzato qualunque mezzo per fare denaro.
Oltre alle limitazioni imposte dalle autorità (abbigliamento, uso di calzature), i chōnin non potevano né utilizzare un nome simile a un nome di daimyō, né vivere nel distretto dei samurai.
Con l'aumento dell'economia monetaria nella società feudale, l'attività produttiva dell'agricoltura e delle manifatture accrescevano notevolmente, esortando lo sviluppo di città commerciali nelle quali il mezzo circolante era la moneta. Il centro di ricchezza dei chōnin era la città di Osaka basata sul sistema sankin kōtai: i daimyō convertivano in denaro i loro redditi in riso per saldare i debiti del sankin.
Alla fine del periodo Tokugawa i chōnin esercitavano le funzioni di una banca centrale, gestendo la commercializzazione economica; essi diventarono dei “quasi-samurai”, guadagnando redditi pari a quelli dei daimyō di grado inferiore.

## L'incursione occidentale
Durante lo shogunato Tokugawa il Giappone viveva in una politica di isolamento (sakoku), con unico contatto occidentale una colonia commerciale olandese, situata nell'isola di Deshima (Nagasaki).
A infrangere l'isolamento del Giappone furono tre grandi paesi occidentali: la Russia, l'Inghilterra e gli Stati Uniti.
All'inizio del Settecento, la Russia aveva avuto precedenti scontri con il Giappone nell'isola di Sachalin e nelle Curili, ma lo shogunato era sempre riuscito a mantenere la propria autorità e indipendenza. L'Inghilterra aveva mostrato scarsa attenzione verso il Giappone, poiché interessata al possedimento coloniale indiano e al desiderio di fare della Cina un mercato per l'oppio indiano. Questa ambizione provocò la Guerra dell’oppio del 1839-1842, con risultato l'indebolimento del governo cinese e il primo possedimento coloniale inglese in Cina (Hong Kong). L'esito di questa guerra cambiò l'equilibrio dei poteri in Asia.
Quando gli Stati Uniti lanciarono il loro attacco nel 1853 con le navi nere al comando del commodoro Matthew Perry, lo shogunato cedette e nel 1854 firmò la convenzione di Kanagawa con cui si aprirono diversi porti al commercio e i giapponesi si impegnarono a sostenere e proteggere i marinai americani. Nel 1853, un mese dopo Perry, era arrivata la delegazione russa capitanata dal contrammiraglio Evfimij Vasil'evič Putjatin, e nonostante questa avesse perso molte delle proprie navi nello tsunami del 1854, nel 1855 la Russia e il Giappone firmarono il trattato di Shimoda, con cui il Giappone concedeva molti degli stessi diritti ai russi e cedeva parte dell'isola di Sachalin. La Russia, dunque, rappresentava per il Giappone più una minaccia territoriale e militare che una minaccia economica e commerciale.
Ponendo fine alla politica di isolamento, nel 1858 il Giappone firmò dei trattati ineguali, inizialmente con gli Stati Uniti (29 luglio), poi con l'Olanda (18 agosto), la Russia (19 agosto), l'Inghilterra (26 agosto) e la Francia (9 ottobre), che consentirono “l'apertura dei porti” e lo sviluppo del commercio straniero. La cessione al ricatto militare fu però percepita come un'onta e una sconfitta da gran parte della casta samurai, provocando un periodo di instabilità politica noto come bakumatsu, che porterà alla guerra Boshin e al crollo dello shogunato stesso (Rinnovamento Meiji).

## La Restaurazione 1853-68

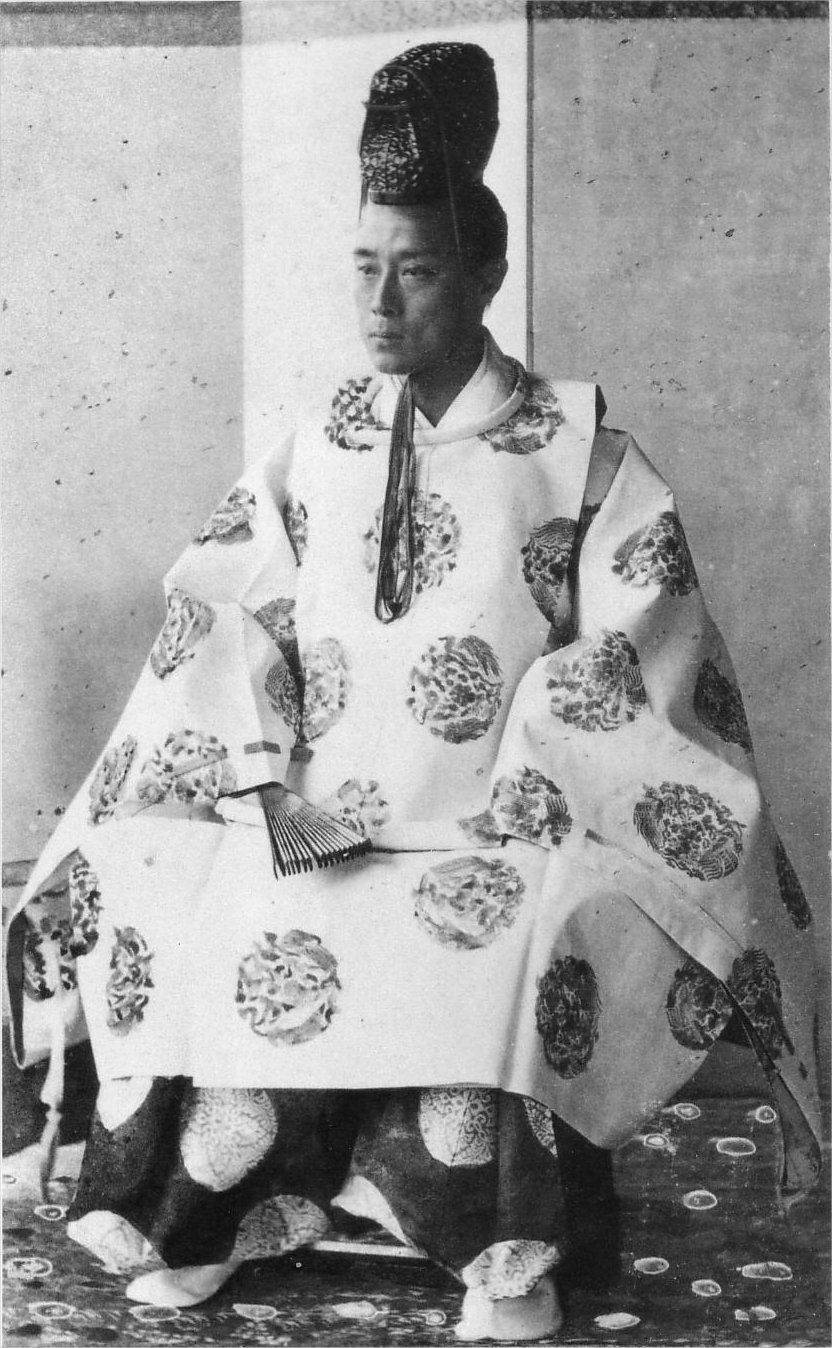
Tokugawa Yoshinobu, l'ultimo shōgun prima della Restaurazione Meiji, 1867.

Nel periodo 1853-1868 lo shogunato Tokugawa incominciò a perdere il controllo sul proprio sistema a causa delle continue minacce dalle forze anti-Tokugawa.
In alcuni han (feudo) alcuni samurai rimasero devoti al Bakufu; altri, come i samurai di rango inferiore e i [rōnin] (samurai senza padrone), in particolare i grandi clan occidentali di Satsuma, Chōshū, Tosa e Hizen, si ribellarono al governo centrale. Tra questi samurai, alcuni erano interessati al proprio inserimento nel campo militare e nella politica antifeudale; altri erano interessati a ristabilizzarsi economicamente.
In questo periodo, inoltre, il potere dell'imperatore assunse una forza politica autonoma, diversa dalla persona dello shōgunato.
La protesta al governo centrale (shōgunato) palesava l'intenzione di voler cambiare la tradizionale autocrazia dello shōgun in un sistema di potere policentrico, riducendo maggiormente il potere del governo centrale.
Tra i grandi clan occidentali, quello di Chōshū contribuì maggiormente al rovesciamento dello shōgunato Tokugawa. Il clan era scisso in due movimenti, il partito, conservatore, della visione volgare (Zokuronto), e il partito, radicale, della visione illuminata (Kaimeito).
Dal 1864 al 1866 Chōshū minacciò militarmente il potere centrale, ma dovette allearsi con il clan di Satsuma (inizialmente suo acerrimo nemico) per poter sconfiggere gli eserciti di Tokugawa e riscontrare una grande vittoria contro lo shogunato.
Nell'agosto del 1866 lo shōgun morì, e come suo successore fu nominato Tokugawa Yoshinobu, che assunse la carica il 10 gennaio del 1867. Lo shōgunato di Yoshinobu durò pochi mesi, e nel novembre del 1867 egli presentò le sue dimissioni, cedendo i suoi poteri alla corte, che intimò i feudi di Chōshū e Satsuma di attaccare il Bakufu.
Nel gennaio 1868, con un colpo di Stato, gli han sostituirono le truppe dei Tokugawa a Kyoto, e il 3 gennaio fu comunicata la Restaurazione Meiji che restituì il potere all'imperatore dopo secoli di dominio degli shōgun.
La necessità di una restaurazione fu un moto “negativo” utile a eliminare un regime politico diventato ormai inefficiente, e il desiderio di affidare il potere governativo ai samurai di rango inferiore.
Tra questi samurai erano inclusi Kido Takayshi, Ōkubo Toshimichi, Saigō Takamori, Omura Masujiro, Ito Hirobumi, Inouye Kaouru, mentre i leader dei clan, come Shimazu Hisamitsu di Satsuma, Mōri Motonari di Choshu, Yamanouchi di Tosa, progressivamente uscirono dalla scena.

## Il Nuovo Stato Meiji
Dalla caduta del Bakufu (1867-68) alla promulgazione della costituzione (1889) e alla convocazione della prima Dieta (1890), vennero impiegati vent'anni per la costruzione del nuovo stato Meiji; ma nel nuovo governo non venne abbandonato completamente il vecchio sistema statale, nonostante l'allontanamento della famiglia Tokugawa e la caduta dello shogunato precedente.
Il primo incarico esercitato dal nuovo governo Meiji fu quello di bloccare il potere dei signori feudali e dare qualche privilegio alla classe dei samurai rimasta insoddisfatta dal regime precedente.
In seguito a numerosi contrasti, nel luglio 1869, i daimyō furono nominati dal nuovo stato come governatori dei loro feudi.
Nel 1871 i feudi vennero soppressi, e questo permise di completare la centralizzazione “formale” del potere e rinforzare l'istituto imperiale; non tutti i signori feudali approvarono di rinunciare ai loro feudi, ma per mantenere l'ordine all'interno del regime (intorno al 1875 si manifestarono numerose ribellioni), il governo centrale persuase i daimyō con promesse di forti ricompense.
Oltre al compromesso con i daimyō, il governo si accordò anche con la classe dei samurai, e il 29 agosto 1871 approvò una legge che consentiva loro di svolgere qualsiasi occupazione nel campo degli affari e nella pubblica amministrazione (tra le varie occupazioni, una quantità di samurai si concentrò nell'organo istituzionale della polizia; un'altra quantità fu arruolata nell'esercito imperiale).
Con l'abrogazione dei feudi la sudditanza dei daimyō sui samurai terminò; il mantenimento della classe dei samurai fu assunto dal governo centrale, che versava loro remunerazioni.
Fra il novembre 1874 e l'agosto 1876 il governo convertì le remunerazione dei samurai in titoli pubblici, e concesse loro prestiti che permisero la costruzione di circa duecento imprese individuali.
Questa procedura rafforzò l'alleanza politica fra aristocrazia e borghesia nel contesto economico.

## Il ruolo dell'Esercito
Dal 1871 al 1873 i capi del nuovo regime si recarono all'estero per studiare le istituzioni degli altri paesi ed eventualmente applicarle sul sistema governativo giapponese.
Durante questi anni il governo centrale acclamò la legge sulla coscrizione obbligatoria, che fece sorgere disordini e ribellioni contadine, rischiando la prima vera rivoluzione del primo periodo Meiji.
Al loro ritorno in patria, tra i membri del nuovo regime incominciarono discordie riguardanti progetti politici, come l'invasione della limitrofa Corea. Il maggiore sostenitore di questo progetto fu Saigō Takamori del feudo di Satsuma, che, oltre ad affermare pienamente questa idea, intendeva costruire un esercito nazionale di samurai come mezzo difensivo del paese.
Gli altri leader del nuovo regime, in particolare Ōkubo Toshimichi, criticarono duramente le proposte di Saigo sostenendo che una eventuale invasione del Giappone sulla Corea avrebbe comportato uno squilibrio nel rapporto con i paesi occidentali.
In seguito all'annullamento del progetto, Saigo si dimise dal governo lasciando il controllo delle forze armate a Yamagata Aritomo del clan di Choshu. Nel 1877 Saigo Takamori organizzò una rivolta feudale (la ribellione di Satsuma) contro il governo centrale, ma l'esercito di Saigo, composto principalmente di samurai, fu annientato dall'esercito imperiale capitanato da Yamagata Aritomo alla battaglia di Shiroyama.
Nel 1878 l'esercito imperiale organizzò una insurrezione come protesta per il mancato pagamento del soldo e di un compenso speciale assicurato alle guardie per i compiti svolti durante la rivolta di Satsuma.
Per far fronte a questa insurrezione, Yamagata impose l'“Ammonizione ai soldati”, ovvero una disposizione che prevedeva l'obbedienza assoluta allo stato e all'imperatore.
Nel 1878-79 Yamagata, con l'aiuto del suo collaboratore Katsura Taro del clan di Chōshū, inserì un nuovo organismo (comando supremo) nello Stato Maggiore, che fu adoperato come suggeritore dell'imperatore per le questioni militari.
I movimenti compiuti da Yamagata Aritomo, principalmente di stile “feudale”, perdurarono fino alla metà del ventesimo secolo.

## Il nuovo prospetto istituzionale
Il prospetto istituzionale del nuovo stato fu creato unendo le pubbliche proclamazioni con una serie di istituti costituzionali pseudodemocratici, e al suo interno l'immagine dell'imperatore diveniva sempre più significativa; la coalizione pubblicò un documento liberale, con il nome “Giuramento della Carta”, a favore dell'imperatore Meiji.
Con il “Giuramento della Carta”, nel giugno 1868 fu proclamata la prima costituzione, che enunciava i pieni poteri del governo centrale, ma fu ancora un sistema oligarchico a prendere le decisioni politiche del paese.
Dalla proclamazione della prima costituzione, il regime governò in modo irresponsabile e autoritario con nessuna opposizione da parte della classe dominante. Ma nel 1881 da una disputa tra il gruppo di Okuma Shingenobu e quello di Ito Hirobumi, scoppiò una grande crisi.
Con una richiesta all'imperatore, Okuma (membro del governo) invocò il desiderio di trasformare il governo in forma parlamentare, ma questo minacciava seriamente la posizione dominante di Ito e del suo gruppo all'interno del governo. Per mantenere la sua posizione all'interno del governo e ottenere le dimissioni di Okuma, Ito dovette sottostare alla richiesta del gruppo di Okuma: convocare un Dieta per il 1890.

## L'istituzione imperiale
Nel corso del regime Tokugawa l'imperatore non esercitava nessun potere poiché era sotto l'autorità dello shogunato, ma, con l'indebolimento del Bakufu nella metà del XIX secolo, l'imperatore nel 1846 e nel 1858 adempì a due interventi politici diretti, che sollevarono lo shogunato da ogni potere.
Per usufruire delle “credenziali imperiali” e ottenere il sostegno popolare, il nuovo regime e i nuovi governanti proposero lo shintoismo come religione di Stato, eliminando qualsiasi legame che questo aveva con le altre religioni (buddhismo, confucianesimo).
Questa proposta non riuscì sia perché le altre religioni erano più forti dello shintoismo, sia perché queste erano legate tra loro nella coscienza popolare; nel 1873 il governo sospese qualsiasi appoggio economico ai templi e rinunciò al proselitismo dello shintoismo imperiale.
Successivamente l'istituzione imperiale si concentrò su altri obiettivi, come la trasformazione del sistema educativo apportata nella riforma del 1872.
La necessità di nuovi metodi di insegnamento nel sistema educativo fu evidente poiché «il tradizionale insegnamento etico confuciano fu svalutato come meschino e inutile, ma qualsiasi insegnamento morale scomparve virtualmente dai programmi di studio, e i libri di testo prescritti per i corsi di morale diventarono una ridicola silloge di brani tradotti da oscure opere straniere di etica e di diritto».
Tra i brani tradotti, quello preso maggiormente in considerazione fu la traduzione di un testo scolastico francese di ispirazione cattolica.
La riforma scolastica del 1872 simboleggiò un momento di liberazione dalla realtà giapponese, ma l'evidente ascendenza dall'idee straniere era palese per i tradizionalisti, che accusarono, in particolare, il primo ministro della pubblica istruzione Tanaka Fujimaro. Nonostante le accuse, la riforma continuò a essere uno strumento fondamentale per lo sviluppo del nuovo stato, in particolare per l'istituzione imperiale.

## La politica agraria
Durante il periodo Tokugawa l'organizzazione politica giapponese era di tipo feudale, con un sistema mercantile caratterizzato da un tasso di commercializzazione elevato.
Nel periodo Meiji, invece, lo Stato, per garantirsi entrate, ideò un sistema di rilevazione catastale del territorio in modo che la produzione agricola rappresentasse il fondamento per l'accumulazione del capitale.
Nel 1870 il nuovo governo riordinò il sistema di tassazione e la proprietà terriera: da una parte era necessario trovare una intesa tra il governo e l'aristocrazia, che era contraria all'espropriazione terriera; dall'altra, era necessario che l'agricoltura diventasse il fondamento di tutto il sistema economico.
Tre anni più tardi, per evitare un calo di reddito a causa di un raccolto inefficiente, il governo pubblicò una nuova legge sulla tassa fondiaria, che «modificò il sistema di imposizione, trasformando il tributo da un'imposta sul raccolto, calcolata come percentuale sulla quantità di riso prodotto, o sul suo equivalente in denaro, in un'imposta sul valore della terra, calcolata come percentuale di questo stesso valore».
Nello stesso anno fu introdotta una nuova imposta fondiaria, basata su dei certificati di proprietà assegnati dal governo, che consentì il passaggio dal sistema feudale al sistema della proprietà privata della terra; ma, con la nuova imposta, le proprietà terriere diventarono private (le attività, come il pascolo e il legnatico, furono rimosse), le proprietà dei daimyō e dell'imperatore aumentarono notevolmente e i diritti feudali non furono abrogati del tutto.
Dal 1880 in poi, l'aumento della proprietà imperiale fu mantenuto dalla politica deflattiva: il ministro delle finanze, Matsukata Masayoshi, impose tasse gravose sui piccoli proprietari (contadini), e i grandi proprietari terrieri richiesero rendite elevate ai loro affittuari; non riuscendo a sostenere l'imminente carico fiscale, circa 368000 contadini persero la loro terra.

## La politica industriale
Durante il periodo Meiji il nuovo regime dichiarò di voler rafforzare, modificare ed espandere l'economia nazionale, per preservare il territorio ed evitare assalti dalle potenze straniere.
Il sistema di protezione crollò nel 1850 con i trattati internazionali, che permisero al Giappone di sviluppare i contatti con le terre straniere.
La prima mansione compiuta dallo Stato, per l'espansione dell'economia, fu la vendita dell'oro all'estero, accumulato in tutto il paese sotto il regime Tokugawa.
Da qui in poi le importazioni aumentarono rapidamente nel sistema di commercio:
- nel 1863 rappresentarono il 34 per cento[16];
- nel 1867 salirono al 61 per cento[16];
- nel 1870 aumentarono fino al 71 per cento[16];

Nel 1870, dunque, l'importo delle esportazioni era di circa 14 milioni di yen, mentre quello dell'importazioni arrivava a 34 milioni di yen.
Con il periodo Meiji si diffusero i primi elementi caratteristici del capitalismo, ad esempio la partecipazione dello stato nella formazione, nell'investimento e nell'accumulazione del capitale; il dominio dello stato sull'attività bancaria; l'intervento e la guida dello stato nel commercio estero; le ordinanze contro il capitale estero; i risparmi pubblici; le basse uscite per i beni di consumo; l'assenza di servizi sociali.

## L'espansione del capitale
Per espandere il capitale all'interno del paese, il nuovo governo Meiji utilizzò tre fattori essenziali: le imposte, la produzione del credito e lo sfruttamento del proletariato; tra le imposte, quella fondiaria continuava a finanziare il reddito governativo.
Con la politica deflazionistica di Matsukata Masayoshi, le tassazioni sulle rendite capitalistiche e sulla proprietà procurarono appena il 15 per cento dell'incasso tributario nazionale globale; ciò comportò un crollo dei prezzi, la distruzione di piccole e medie industrie e il reinvestimento di profitti degli imprenditori.
Nel primo periodo Meiji la produzione del credito dipendeva da entrate “straordinarie” e da prestiti stranieri concessi allo Stato e non ai privati. Per mantenere il pieno dominio su questi prestiti e su queste entrate, il ministro delle finanze Matsukata istituì la prima banca centrale del Giappone nel 1882. In seguito, il nuovo governo adottò un sistema di isolamento, limitando gli investimenti stranieri in beni di prima necessità e restituendo i prestiti esteri ricevuti.
Dall'organizzazione all'accrescimento del capitale, una classe sociale particolarmente disagiata fu quella proletaria. I lavoratori erano sottomessi, politicamente e giuridicamente, alla classe dominante tramite numerosi mezzi, come salari sommessi, misere condizioni di lavoro nelle miniere, nelle fabbriche e nei dormitori, violenze nell'assunzione e nel mantenimento della manodopera.

## Informazione e democratizzazione
Le innovazioni tecnologiche, come l’introduzione della stampa a caratteri mobili e il miglioramento delle infrastrutture di distribuzione, facilitarono la crescita dell’editoria e la diffusione di giornali e riviste che per la prima volta consentivano a un ampio pubblico di accedere a notizie e dibattiti su questioni politiche, economiche e sociali.
L’editoria giapponese iniziò a prendere spunto da modelli occidentali, incorporando idee di libertà di stampa e di espressione. Ōkuma Shigenobu e Itō Hirobumi riconobbero l’importanza della stampa nel plasmare l’opinione pubblica e nel sostenere le riforme politiche, promuovendo lo sviluppo dell'infrastruttura editoriale. Il governo Meiji, riconoscendo il potere della stampa, cercò di esercitare un controllo su di essa, anche implementando diverse misure di censura.
Nel 1870, Maejima Hisoka, con il favore di Ōkuma e Itō, fu incaricato dal ministero delle finanze di creare un nuovo sistema di distribuzione postale nazionale basato su un monopolio statale, al fine di renderlo economico e accessibile. Egli aveva previsto già dall’inizio l’integrazione nella rete postale di un sistema di comunicazione tramite rapporti (hōchi) contenenti qualsiasi informazione locale utile presso il suo ufficio centrale a Tokyo. Questi rapporti vennero pubblicati quasi settimanalmente da giugno del 1872 nello Yūbin Hōchi Shinbun.
Fukuchi Gen’ichirō, fondatore del Tokyo Nichi Nichi Shinbun, giocò un ruolo cruciale nel fornire una voce critica nei confronti del governo. I periodici come il Tokyo Nichi Nichi Shinbun e il Yomiuri Shimbun affrontavano temi controversi e sostenevano la necessità di riforme democratiche, divenendo un importante medium a supporto del Movimento per la libertà e i diritti del popolo (自由民権運動?, Jiyū minken undō) e alle sue richieste di istituire una Dieta nazionale nel 1889.